# Stení (Paphos)
Pour les articles homonymes, voir Stení.
Stení (grec moderne : Στενή) est un village chypriote situé dans le district de Paphos et comptant plus de 173 habitants.